# Acidente do Antonov An-12 em 2017
O Acidente do Antonov An-12 em 2017 ocorreu no dia 30 de setembro de 2017, quando uma aeronave Antonov An-12 da Força Aérea da República Democrática do Congo caiu logo após a decolagem em Kinshasa com 9 pessoas a bordo.

## Acidente
A aeronave tinha acabado de decolar rumo à região de Kivu, no leste, transportando "várias dezenas de pessoas", segundo uma fonte aeroportuária. Por motivos inexplicáveis, perdeu o controle e estava invisível para a torre de controle, o avião caiu no município de Nsele, na área metropolitana de Kinshasa, poucos minutos após decolar.

## Investigação
O acidente ocorreu devido a erros técnicos, segundo o Ministério de Mídia e Comunicação, que informou que a investigação está aberta para conhecer mais detalhes sobre o incidente. Segundo fontes do Aeroporto de N'djili, a aeronave tinha a missão de proporcionar reforços a soldados congoleses em Bukavu e levava munição e dois veículos.